# Vacas (gemeente)
Vacas is een gemeente (municipio) in de Boliviaanse provincie Arani in het departement Cochabamba. De gemeente telt naar schatting 9.172 inwoners (2018). De hoofdplaats is Vacas.